# Rugby-Union-Afrikameisterschaft 2009
Die Rugby-Union-Afrikameisterschaft 2009 (englisch 2009 Rugby Africa Cup, französisch Coupe d’Afrique de rugby à XV 2009) war ein in Afrika ausgetragener Wettbewerb in der Sportart Rugby Union. Er lief parallel zur Rugby-Union-Afrikameisterschaft 2008/09, die auch als WM-Qualifikation diente. Beteiligt waren einerseits vier Nationalmannschaften, die im Vorjahr in der WM-Qualifikation gescheitert waren und nun ein Turnier um die CAR Trophy austrugen. Andererseits spielten 14 Nationalmannschaften in der zweiten Division (CAR Development), die in eine Nordzone mit acht und eine Südzone mit sechs Teilnehmern eingeteilt war.

## CAR Trophy
Halbfinale
| 8. Juli 2009 | Kenia | 22 : 7 | Senegal | Safi |
| 8. Juli 2009 |       |        |         | Safi |

| 8. Juli 2009 | Marokko | 12 : 0 | Kamerun | Safi |
| 8. Juli 2009 |         |        |         | Safi |

Spiel um Platz 3
| 11. Juli 2009 | Senegal | 11 : 3 | Kamerun | Safi |
| 11. Juli 2009 |         |        |         | Safi |

Finale
| 11. Juli 2009 | Marokko | 29 : 11 | Kenia | Safi |
| 11. Juli 2009 |         |         |       | Safi |

## CAR Development (Division 2)
Für einen Sieg gab es vier Punkte, für ein Unentschieden zwei Punkte, bei einer Niederlage null Punkte. Je einen Bonuspunkt gab es für das Erzielen von vier Versuchen oder bei einer Niederlage mit sieben oder weniger Spielpunkten Unterschied.

### Nordzone

#### Gruppe A
|    | Land  | Spiele | Siege | Unent. | Ndlg. | Spiel- punkte | Diff. | Bonus- punkte | Tabellen- punkte |
| -- | ----- | ------ | ----- | ------ | ----- | ------------- | ----- | ------------- | ---------------- |
| 1. | Niger | 3      | 2     | 1      | 0     | 27:17         | + 10  | 0             | 10               |
| 2. | Togo  | 3      | 2     | 0      | 1     | 14:11         | + 3   | 1             | 9                |
| 3. | Mali  | 3      | 1     | 1      | 1     | 27:17         | + 10  | 1             | 7                |
| 4. | Benin | 3      | 0     | 0      | 3     | 3:26          | − 23  | 2             | 2                |

| 10. Juli 2009 | Niger | 10 : 3 | Benin | Tsévié |
| 10. Juli 2009 |       |        |       | Tsévié |

| 10. Juli 2009 | Togo | 6 : 5 | Mali | Tsévié |
| 10. Juli 2009 |      |       |      | Tsévié |

| 12. Juli 2009 | Niger | 11 : 11 | Mali | Tsévié |
| 12. Juli 2009 |       |         |      | Tsévié |

| 12. Juli 2009 | Togo | 5 : 0 | Benin | Tsévié |
| 12. Juli 2009 |      |       |       | Tsévié |

| 14. Juli 2009 | Niger | 6 : 3 | Togo | Tsévié |
| 14. Juli 2009 |       |       |      | Tsévié |

| 14. Juli 2009 | Mali | 11 : 0 | Benin | Tsévié |
| 14. Juli 2009 |      |        |       | Tsévié |

#### Gruppe B
|    | Land         | Spiele | Siege | Unent. | Ndlg. | Spiel- punkte | Diff. | Bonus- punkte | Tabellen- punkte |
| -- | ------------ | ------ | ----- | ------ | ----- | ------------- | ----- | ------------- | ---------------- |
| 1. | Ghana        | 3      | 2     | 1      | 0     | 66:12         | + 54  | 1             | 11               |
| 2. | Burkina Faso | 3      | 2     | 0      | 1     | 67:24         | + 43  | 1             | 9                |
| 3. | Nigeria      | 3      | 1     | 1      | 1     | 55:22         | + 33  | 1             | 7                |
| 3. | Togo B       | 3      | 0     | 0      | 3     | 0:130         | − 130 | 0             | 0                |

| 11. Juli 2009 | Burkina Faso | 17 : 7 | Nigeria | Tsévié |
| 11. Juli 2009 |              |        |         | Tsévié |

| 11. Juli 2009 | Ghana | 44 : 0 | Togo B | Tsévié |
| 11. Juli 2009 |       |        |        | Tsévié |

| 13. Juli 2009 | Burkina Faso | 43 : 0 | Togo B | Tsévié |
| 13. Juli 2009 |              |        |        | Tsévié |

| 13. Juli 2009 | Ghana | 5 : 5 | Nigeria | Tsévié |
| 13. Juli 2009 |       |       |         | Tsévié |

| 15. Juli 2009 | Ghana | 17 : 7 | Burkina Faso | Tsévié |
| 15. Juli 2009 |       |        |              | Tsévié |

| 15. Juli 2009 | Nigeria | 43 : 0 | Togo B | Tsévié |
| 15. Juli 2009 |         |        |        | Tsévié |

#### Finalphase
Spiel um Platz 7
| 18. Juli 2009 | Benin | 29 : 0 | Togo B | Tsévié |
| 18. Juli 2009 |       |        |        | Tsévié |

Spiel um Platz 5
| 18. Juli 2009 | Nigeria | 5 : 0 | Mali | Tsévié |
| 18. Juli 2009 |         |       |      | Tsévié |

Spiel um Platz 3
| 18. Juli 2009 | Burkina Faso | 7 : 5 | Togo | Tsévié |
| 18. Juli 2009 |              |       |      | Tsévié |

Zonenfinale
| 18. Juli 2009 | Niger | 5 : 3 | Ghana | Tsévié |
| 18. Juli 2009 |       |       |       | Tsévié |

### Südzone
|    | Land       | Spiele | Siege | Unent. | Ndlg. | Spiel- punkte | Diff. | Bonus- punkte | Tabellen- punkte |
| -- | ---------- | ------ | ----- | ------ | ----- | ------------- | ----- | ------------- | ---------------- |
| 1. | Simbabwe   | 3      | 3     | 0      | 0     | 68:33         | + 35  | 2             | 14               |
| 2. | Madagaskar | 3      | 2     | 0      | 1     | 94:73         | + 21  | 3             | 11               |
| 3. | Mauritius  | 3      | 2     | 0      | 1     | 43:31         | + 12  | 3             | 11               |
| 4. | Botswana   | 3      | 2     | 0      | 1     | 58:50         | + 8   | 2             | 10               |
| 5. | Réunion    | 3      | 0     | 0      | 3     | 53:85         | − 32  | 1             | 1                |
| 6. | Sambia     | 3      | 0     | 0      | 3     | 33:77         | − 44  | 1             | 1                |

| 20. Juli 2009 | Simbabwe | 31 : 22 | Madagaskar | Gaborone Rugby Club, Gaborone |
| 20. Juli 2009 |          |         |            | Gaborone Rugby Club, Gaborone |

| 20. Juli 2009 | Botswana | 16 : 10 | Sambia | Gaborone Rugby Club, Gaborone |
| 20. Juli 2009 |          |         |        | Gaborone Rugby Club, Gaborone |

| 20. Juli 2009 | Mauritius | 10 : 9 | Réunion | Gaborone Rugby Club, Gaborone |
| 20. Juli 2009 |           |        |         | Gaborone Rugby Club, Gaborone |

| 22. Juli 2009 | Botswana | 39 : 17 | Réunion | Gaborone Rugby Club, Gaborone |
| 22. Juli 2009 |          |         |         | Gaborone Rugby Club, Gaborone |

| 22. Juli 2009 | Simbabwe | 14 : 8 | Mauritius | Gaborone Rugby Club, Gaborone |
| 22. Juli 2009 |          |        |           | Gaborone Rugby Club, Gaborone |

| 22. Juli 2009 | Madagaskar | 36 : 15 | Réunion | Gaborone Rugby Club, Gaborone |
| 22. Juli 2009 |            |         |         | Gaborone Rugby Club, Gaborone |

| 25. Juli 2009 | Simbabwe | 23 : 3 | Botswana | Gaborone Rugby Club, Gaborone |
| 25. Juli 2009 |          |        |          | Gaborone Rugby Club, Gaborone |

| 25. Juli 2009 | Madagaskar | 36 : 27 | Réunion | Gaborone Rugby Club, Gaborone |
| 25. Juli 2009 |            |         |         | Gaborone Rugby Club, Gaborone |

| 25. Juli 2009 | Mauritius | 25 : 8 | Sambia | Gaborone Rugby Club, Gaborone |
| 25. Juli 2009 |           |        |        | Gaborone Rugby Club, Gaborone |